# Johann Bidembach
Johann Bidembach (* um 1500 in Hessen; † 1553; auch Johann Bidenbach) war ein deutscher Amtskeller und Reformator.

## Leben
Johann Bidembach, der um 1500 geboren wurde, ist das erste bekannte Mitglied der Familie Bidenbach. Sein Vater, dessen Name nicht bekannt ist, wurde um 1470 geboren und verheiratete sich mit Margarete Wirtemberger (* um 1470), welche Enkelin Ludwig I. (* 1412; † 1450) war. Johann Bidembach, der an der Universität Tübingen seit dem 16. Februar 1540 studiert hatte, ging im Jahre 1534 mit Herzog Ulrich von Württemberg von Hessen nach Württemberg, um später Vogt in Brackenheim zu werden. Als solcher führte er die Reformation in Württemberg ein. Zudem war er als Amtskeller tätig. Vor 1528 hatte Bidembach die um 1500 geborene und nach 1553 verstorbene Elisabeth von Petershain geheiratet. Der Ehe entstammten drei Kinder, die Theologen wurden: Balthasar Bidembach, Eberhard Bidembach sowie Wilhelm Bidembach. Letzterer hatte einen Sohn, Felix Bidembach, welcher auch Bekanntheit als Theologe erlangte. Im Jahr 1553 verstarb Johann Bidembach.